# Крістіан Нерн
Крістіан Нерн (англ. Kristian Nairn; нар. 25 листопада 1975, Лісберн, Велика Британія) — північноірландський актор та діджей. Найвідоміший своєю роллю Ходора у телесеріалі «Гра престолів».

## Кар'єра
Нерн — діджей, який грає музику у стилі прогрессив хауз. Був резидентом нічного гей-клубу Kremlin у Белфасті. З жовтня по грудень 2014 року влаштував тур в США та Австралії під назвою «Рейв престолів» (Rave of Thrones), що співзвучно англійською мовою з «Грою престолів» (Game of Thrones).
2016 та 2018 року виступив діджеєм на вечірці BlizzCon.

## Особисте життя
Має зріст 210 см. У березні 2014 року в інтерв'ю фан-сайту «Гри престолів» здійснив камінг-аут та перестав приховувати свою гомосексуальну орієнтацію.

## Фільмографія
| Рік       |   | Українська назва          | Оригінальна назва      | Роль                         |
| --------- | - | ------------------------- | ---------------------- | ---------------------------- |
| 2011—2016 | с | Гра престолів             | Game of Thrones        | Ходор (23 епізоди)           |
| 2012—2013 | с | Вулиця різника            | Ripper Street          | Барнабі Сілвер (2 епізоди)   |
| 2014      | ф | Наше гей-весілля          | Our Gay Wedding        | Він сам                      |
| 2015      | ф | Чотири воїни              | The Four Warriors      | Баліфар                      |
| 2016      | ф | Міфіка: Убивця богів      | Mythica: The Godslayer | Бог Тек                      |
| 2018      | с | Новобранець               | The Rookie             | Воллес (епізод "The Switch") |
| 2022—2023 | с | Наш прапор означає смерть | Our Flag Means Death   | Ві Джон Фіні (16 епізодів)   |
| 2023      | ф | Незвані                   | Unwelcome              | Еоін                         |